# Ezequiel Padilla Peñaloza

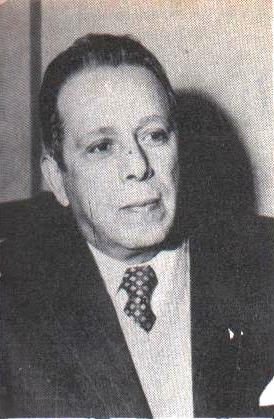
Ezeguiel Padilla

Ezequiel Padilla Peñaloza (ur. 31 grudnia 1890, zm. 6 września 1971), meksykański polityk, pisarz i dyplomata, działacz Partii Instytucjonalno-Rewolucyjnej (PRI), prokurator generalny w 1928, ambasador Meksyku na Węgrzech, senator 46. i 47. kadencji, minister edukacji w latach 1928-1930, minister spraw zagranicznych w latach 1940-1945, kandydat opozycji na prezydenta w 1946.